# فلگ (برنامه نویسی)
در برنامه‌نویسی رایانه‌ای، فلگ می‌تواند به یک یا چند بیت اشاره کند که برای ذخیره یک مقدار باینری یا یک متغیر بولی برای اعلام شرایط خاص کد، مانند وضعیت‌های خالی بودن فایل یا پر بودن صف استفاده می‌شوند.
فلگ‌ها ممکن است به عنوان اعضای یک ساختمان داده تعریف شده، مانند یک رکورد پایگاه داده، یافت شوند و معنای مقداری که در یک فلگ قرار دارد معمولاً در ارتباط با ساختار داده‌ای که جزئی از آن است تعریف می‌شود. در بسیاری از موارد، مقدار باینری یک فلگ به عنوان یکی از چندین وضعیت ممکن درک می‌شود. در موارد دیگر، مقادیر باینری ممکن است یک یا چند ویژگی را در یک بیت‌فیلد نشان دهند که اغلب به توانایی‌ها یا مجوزها مرتبط هستند، مانند "قابل نوشتن" یا "قابل حذف". با این حال، معانی زیادی دیگر نیز می‌توان به مقادیر فلگ اختصاص داد. یکی از کاربردهای رایج فلگ‌ها علامت‌گذاری یا تخصیص ساختارهای داده برای پردازش آینده است.
در داخل ریزپردازنده‌ها و سایر دستگاه‌های منطقی، فلگ‌ها به‌طور معمول برای کنترل یا نشان دادن وضعیت یا نتیجه میانی یا نهایی عملیات مختلف استفاده می‌شوند. به عنوان مثال، ریزپردازنده‌ها معمولاً یک ثَبات وضعیت دارند که از این‌گونه فلگ‌ها تشکیل شده است و فلگ‌ها برای نشان دادن شرایط مختلف پس از عملیات، مانند زمانی که یک سرریز حسابی رخ داده است، استفاده می‌شوند. فلگ‌ها می‌توانند در عملیات بعدی، مانند پردازش دستورالعمل‌های پرش شرطی، مورد استفاده قرار گیرند. به عنوان مثال، یک دستورالعمل je (پرش اگر برابر باشد) در زبان اسمبلی X86 در صورتی که فلگ Z (صفر) توسط برخی عملیات قبلی تنظیم شده باشد، منجر به یک پرش خواهد شد.
یک سوئیچ خط فرمان نیز به عنوان یک فلگ شناخته می‌شود. برنامه‌های خط فرمان اغلب با یک تجزیه‌کننده گزینه شروع می‌شوند که سوئیچ‌های خط فرمان را به فلگ‌ها در معنای این مقاله ترجمه می‌کند.